# Balanophoraceae
Famille
Classification APG III (2009)
Les Balanophoraceae (les Balanophoracées) sont une famille de plantes à fleurs dicotylédones de l'ordre des Santalales. Elle comprend une centaine d'espèces réparties en une vingtaine de genres.
Ce sont des plantes totalement parasites très particulières, à l'aspect de champignons. Les fleurs sont extrêmement petites. Seule l'inflorescence est aérienne. Cette dernière se développe à partir d'une partie souterraine épaissie en forme de tubercule qui s'ouvre comme une volve de champignon.
Elles sont originaires des régions subtropicales à tropicales. 

## Étymologie
Le nom vient du genre type Balanophora qui dérive du grec βάλανος / balanos, cupule ou gland, et φόρος / phoros, porter, « porteur de gland » en référence à la forme de l'inflorescence femelle.

## Classification
La classification phylogénétique APG (1998) en fait une famille de position incertaine. L'Angiosperm Phylogeny Website et la classification phylogénétique APG III (2009) placent cette famille dans l'ordre des Santalales, en excluant la famille des Cynomoriaceae.

## Liste des genres
Selon NCBI (29 avr. 2010) :
- genre Balanophora
- genre Corynaea
- genre Dactylanthus
- genre Hachettea
- genre Helosis
- genre Langsdorffia
- genre Mystropetalon
- genre Ombrophytum
- genre Scybalium

Selon Angiosperm Phylogeny Website (21 mai 2010) :

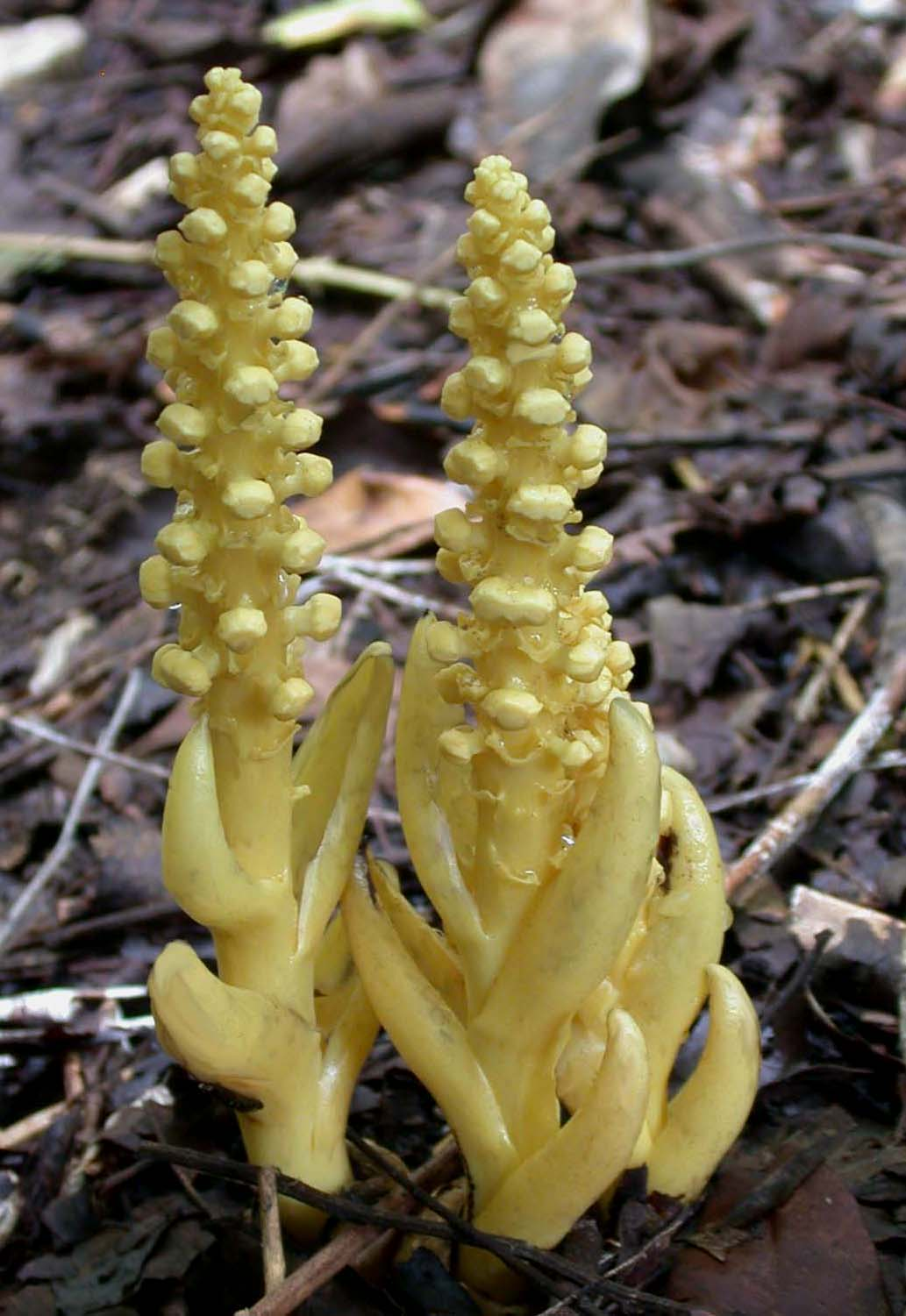
Balanophora latiepala, parc national de Khao Yai, Thaïlande

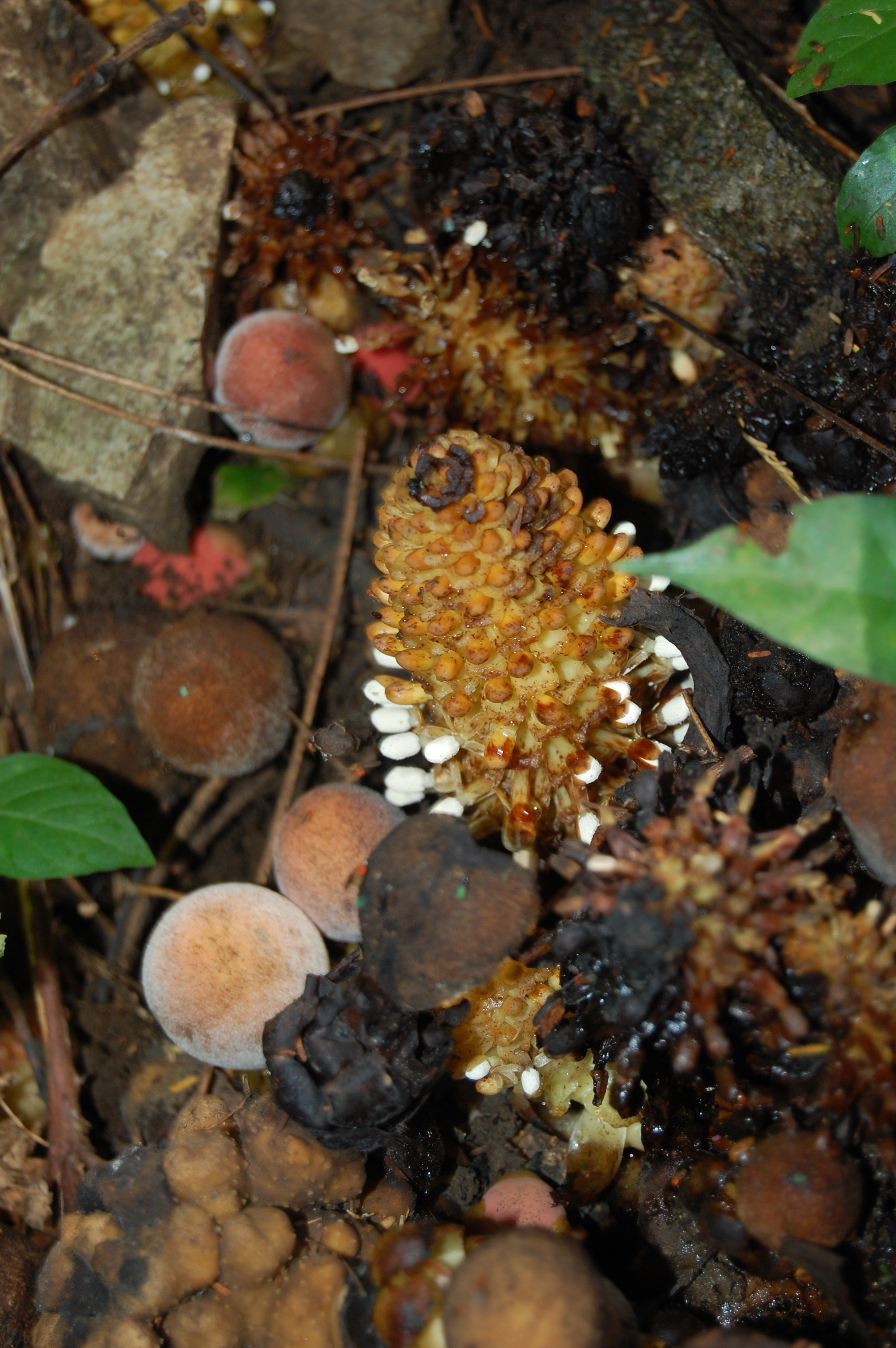
Balanophora indica
(Nord-ouest de la Thaïlande)

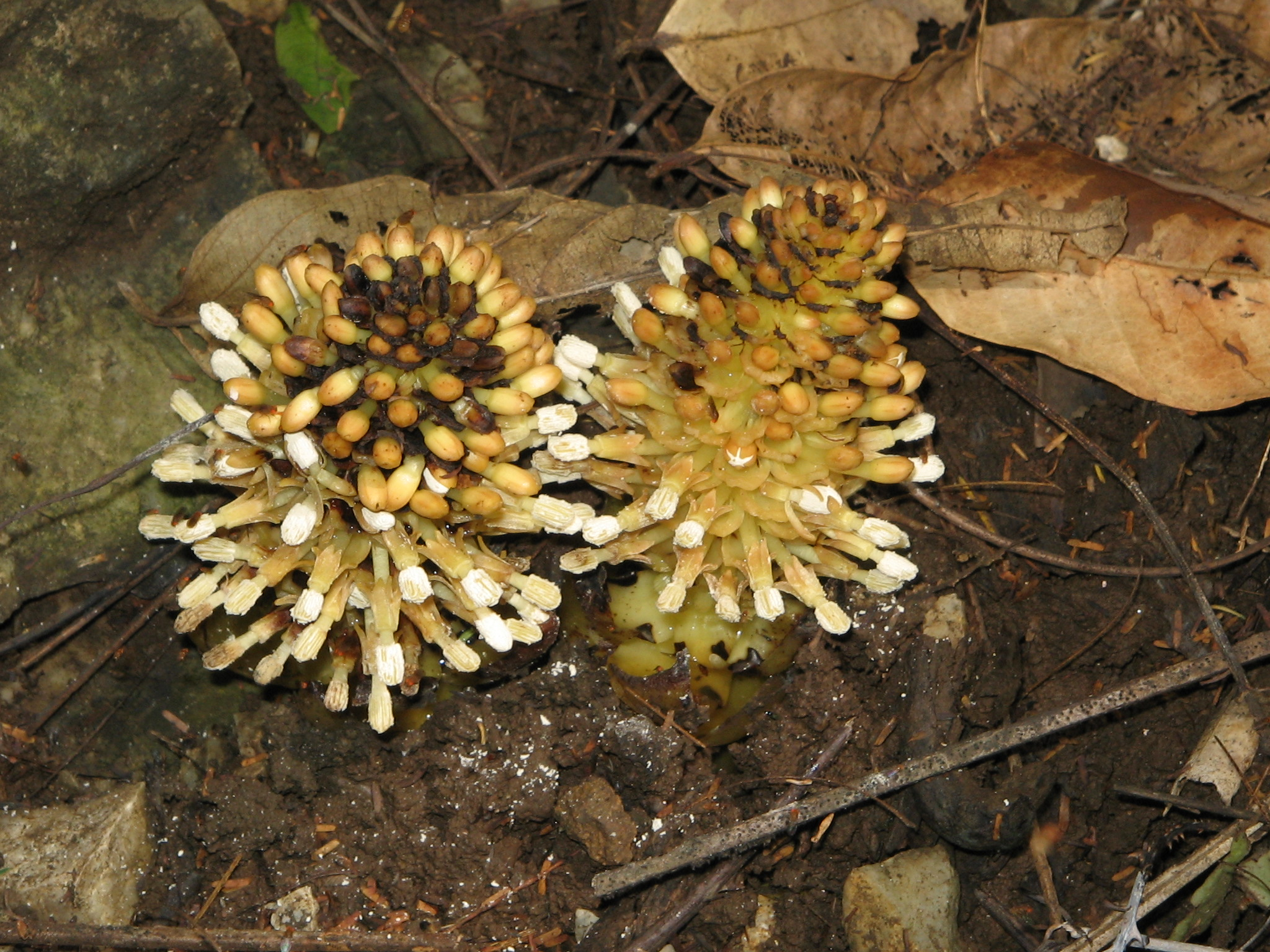
Balanophora indica - Tiges mâles

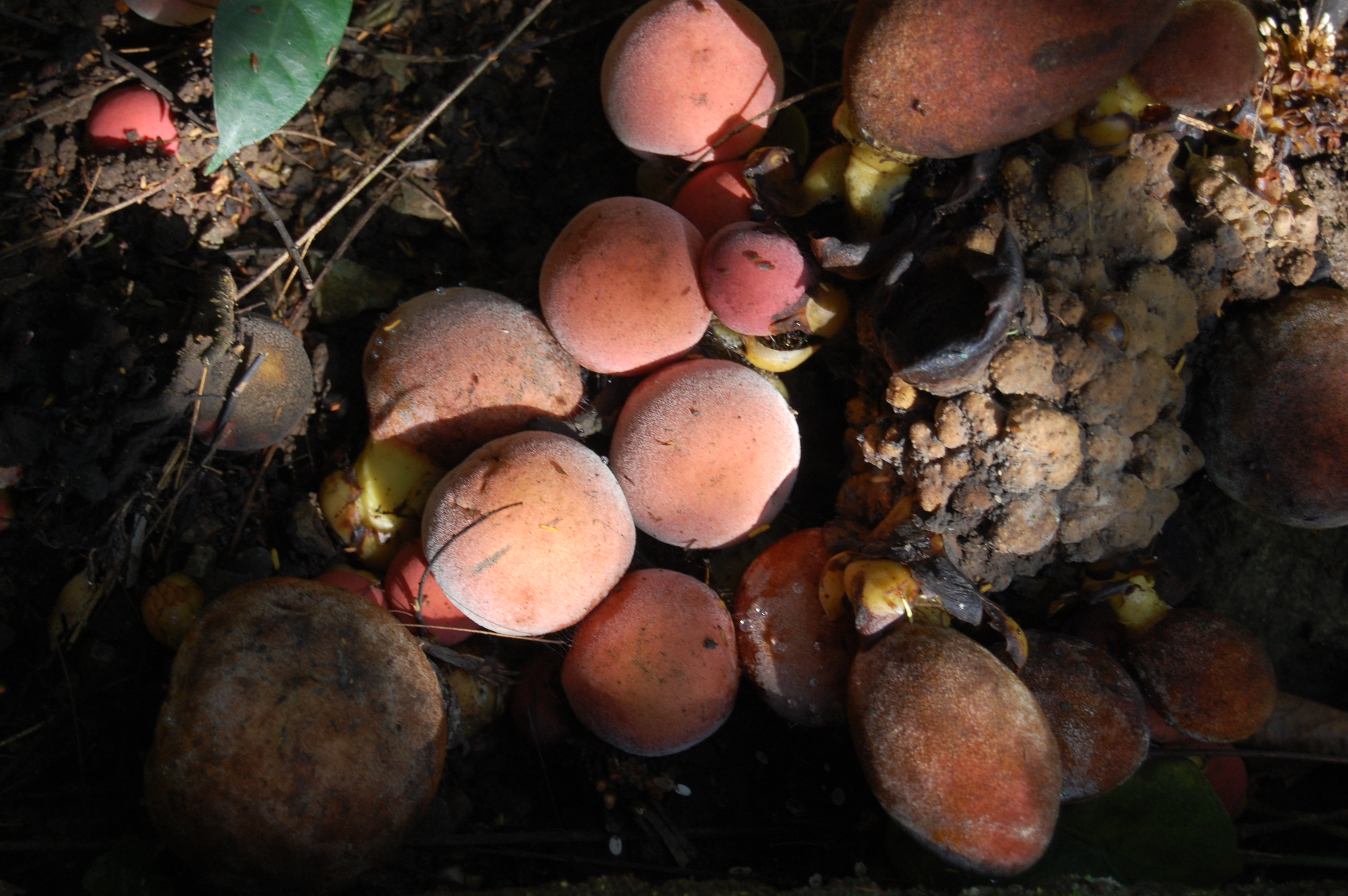
Balanophora indica - Tiges femelles

- genre Balanophora J.R.Forst. & G.Forst.
- genre Chlamydophytum Mildbr.
- genre Corynaea Hook.f.
- genre Dactylanthus Hook.f.
- genre Ditepalanthus Fagerl.
- genre Exorhopala Steenis
- genre Hachettea Baill.
- genre Helosis Rich.
- genre Langsdorffia Mart.
- genre Lathrophytum Eichler
- genre Lophophytum Schott & Endl.
- genre Mystropetalon Harv.
- genre Ombrophytum Poepp. ex Endl.
- genre Rhopalocnemis Jungh.
- genre Sarcophyte Sparrm.
- genre Scybalium Schott & Endl.
- genre Thonningia Vahl

Selon GBIF (6 janvier 2024) :
- Acroblastum Sol.
- Balanophora J.R.Forst. & G.Forst.
- Blepharochlamys K.B.Presl, 1851
- Cephalophyton Hook.f. ex Baker, 1883
- Chlamydophytum Mildbr.
- Conophyta Schum. ex Hook.f., 1856
- Corynaea Hook.f.
- Ditepalanthus Fagerl.
- Helosis Rich.
- Ichtyosma Steud., 1840
- Langsdorffia Mart.
- Lathraeophila Hook.f., 1856
- Lathrophytum Eichler
- Lepidophyton Benth. & Hook.f., 1880
- Lepidophytum Hook.f., 1853
- Lophophytum Schott & Endl.
- Lytogomphus Jungh., 1847
- Ombrophytum Poepp.
- Ombrophytum Poepp. ex Endl.
- Rhopalocnemis Jungh.
- Sarcocordylis Wall., 1832
- Sarcophyte Sparrm.
- Scybalium Schott & Endl.
- Scynopsole Rchb., 1837
- Thonningia Vahl

## Systématique
Le nom correct de ce taxon est Balanophoraceae.
Balanophoraceae a pour synonymes :
- Dactylanthaceae
- Hachetteaceae
- Helosidaceae
- Langsdorffiaceae
- Lophophytaceae
- Sarcophytaceae
- Scybaliaceae

## Liste des espèces (partielle)
Selon NCBI (29 avr. 2010) :
- genre Balanophora
  - Balanophora fungosa
  - Balanophora harlandii
  - Balanophora reflexa
- genre Corynaea
  - Corynaea crassa
- genre Dactylanthus
  - Dactylanthus taylorii
- genre Hachettea
  - Hachettea austrocaledonica
- genre Helosis
  - Helosis cayennensis
- genre Langsdorffia
  - Langsdorffia hypogaea
- genre Mystropetalon
  - Mystropetalon thomii
- genre Ombrophytum
  - Ombrophytum subterraneum
- genre Scybalium
  - Scybalium depressum
  - Scybalium fungiforme
  - Scybalium glaziovii
  - Scybalium jamaicense